# David Bovée
David Bovée is een Belgische muzikant. Hij was onder andere actief in Flat Earth Society, Think of One S.W.A.N. SHENGEN SHEGE en MANGO FUZZ.

## Levensloop
Bovée groeide op in Mortsel, zijn ene grootvader was kunstschilder, de ander architect. 
Zijn eerste groep was de oerformatie De Plakband. Daar speelde hij onder andere met Tom Theuns (gitaar), Wim Helsen (zang), Dries De Maeyer (bass), Wim De Wilde (toetsen - zie Noordkaap (band)), Mark Willems (drum - zie dEUS) ...
Hij volgde Jazz Studio in Antwerpen.
Met Think of One reisde hij naar Marokko, Brazilië, Congo en Canada om er te jammen en opnamen te maken met lokale muzikanten. Ze namen acht cd’s op en toerden door heel Europa, Canada en Japan. De mooiste pluim op zijn hoed kreeg Bovée in 2004, toen Think of One een BBC World Music Award wegkaapte voor de neus van favoriet Manu Chao. En ook de cd Tráfico werd gesmaakt, volgens het gerenommeerde Britse blad Mojo verdient de single Essa Mesa het om recht naar nummer één gedownload te worden à la zomerhit Gnarls Barkley.
Ook met zijn project S.W.A.N. trok Bovée de kaart van de wereldmuziek. Zijn eerste uitgave hiermee was opgebouwd rond de Congolees Alonzo Nzau en de Braziliaan Pupillo, beiden drummers. Nzau is een bekende soukousdrummer die onder meer Papa Wemba, Zaiko Langa Langa en Sam Mangwana begeleidde. Pupillo maakte de hoogdagen van de mangue beat mee als drummer van Chico Science & Nação Zumbi. Die groep heeft in de jaren 1990 de traditionele muziek van Pernambuco in Noordoost-Brazilië vermengd met moderne invloeden als funk, hiphop, scratch en rock.
In 2015 trok hij terug naar Kinshasa om samen met Dinozor de soucous-rap-trash band SHENGEN SHEGE op te richten.
In 2017 emigreerde hij naar Brazilië.

## Discografie

### Albums
- Think of One - Juggernaut (1997)
- Think of One - Marrakech Emballages Ensemble (1998)
- DAAU - We need new Animals! (1998)
- Flat Earth Society - Live at the Beursschouwburg (1999)
- Think of One - Marrakech Emballages Ensemble II (2000)
- Think of One - Naft (2000)
- Flat Earth Society - Larf (2001)
- Flat Earth Society - Bonk (2001)
- Think of One - Naft 2 (2002)
- Flat Earth Society - Minoes (2002)
- Flat Earth Society - Trap (2002)
- Think of One - Marrakech Emballages Ensemble 3 (2003)
- Flat Earth Society - The Armstrong Mutations (2003)
- Think of One - Chuva em pô (2004)
- Think of One - Tráfico (2006)
- Think of One - Camping Shaâbi (2007)
- Ansatz der Maschine - Heat (2012)
- S.W.A.N. - S.W.A.N. (2012)

### Overige
- Het nummer 1, 2, 3, 4, hoedje van papier op Kapitein Winokio's album Kapitein Winokio zag 1 beer (2004).